# 비톨라시

비톨라 시의 위치

비톨라시(마케도니아어: Општина Битола)는 북마케도니아 남부에 위치한 지방 자치체로 행정 중심지는 비톨라이며 면적은 422.39km2, 인구는 105,644명(2002년 기준)이다. 북쪽으로는 데미르히사르 시, 북동쪽으로는 모길라 시, 서쪽으로는 레센 시, 남동쪽으로는 노바치 시와 접하며 남쪽으로는 그리스와 국경을 접한다.